# 大世界駅
大世界駅（だいせかいえき）は中華人民共和国上海市黄浦区に位置する上海軌道交通8号線、14号線の駅である。

## 駅構造

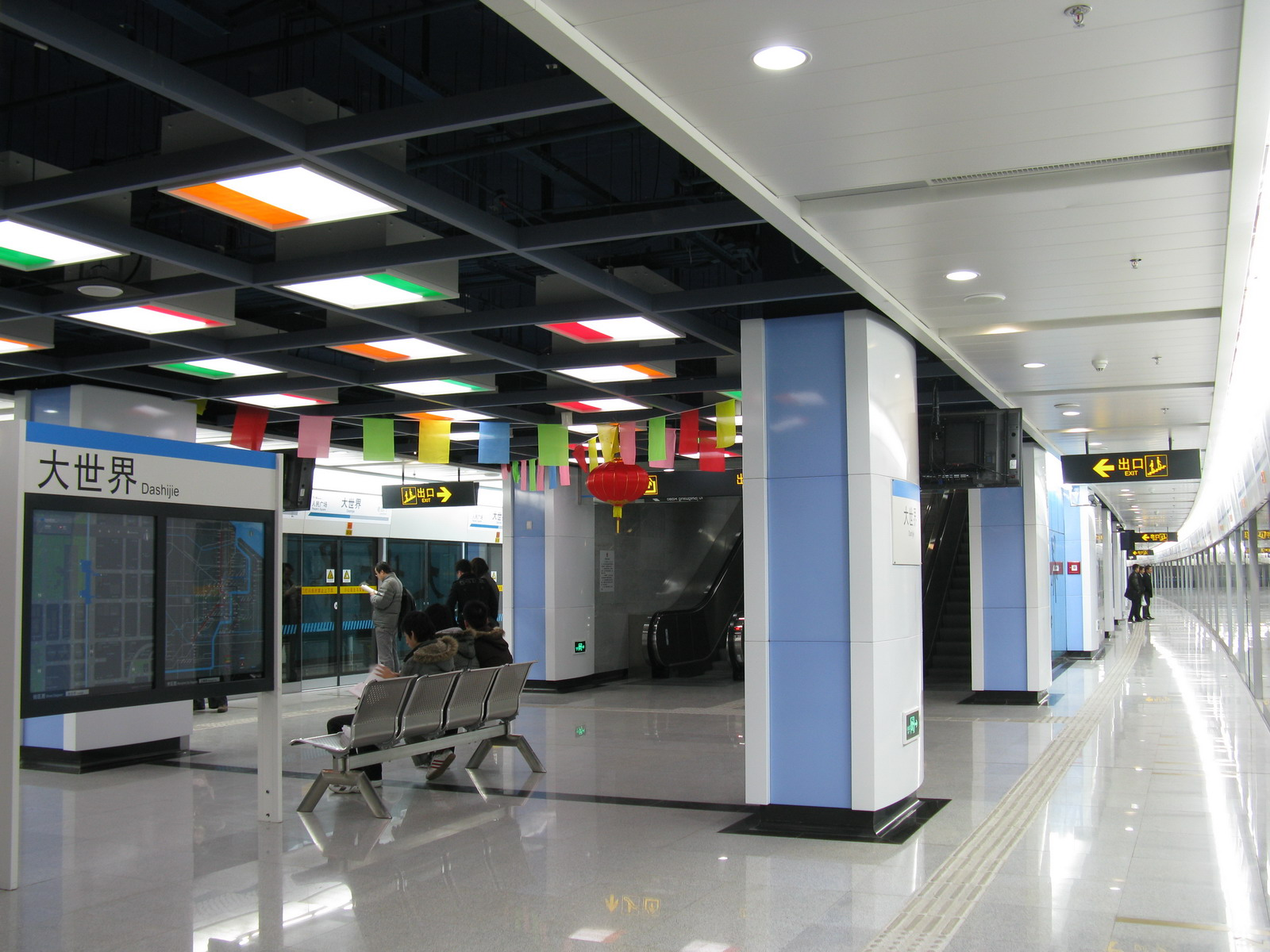
8号線ホーム

島式ホーム計2面4線の地下駅。出口は6箇所ある。

### のりば
※全ての路線において案内上ののりば番号は設定されていない。
| 番線                    | 路線   | 行先                               | 備考 |
| ----------------------- | ------ | ---------------------------------- | ---- |
| 14号線ホーム（地下2階） |        |                                    |      |
| 西方面                  | 14号線 | 封浜方面                           |      |
| 東方面                  | 14号線 | 桂橋路方面                         |      |
| 8号線ホーム（地下3階）  |        |                                    |      |
| 北方面                  | 8号線  | 虹口足球場・四平路・市光路方面     |      |
| 南方面                  | 8号線  | 老西門・東方体育中心・沈杜公路方面 |      |

## 駅周辺
- かつて上海随一の演劇場として栄えた上海大世界が近接しており、当駅名の由来ともなっている。

## 歴史
- 2007年12月29日 - 開業。
- 2021年12月30日 - 14号線開業[1]。

## 隣の駅
上海軌道交通
 8号線
人民広場駅 - 大世界駅 - 老西門駅
 14号線
一大会址・黄陂南路駅 - 大世界駅 - 豫園駅